# Arusjak Giulbudaghian
Arusjak Giulbudaghian (orm. Արուսյակ Գյուլբուդաղյան, ur. 15 stycznia 1979 w Erywaniu) – ormiańska skoczkini do wody, uczestniczka igrzysk olimpijskich.
Giulbudaghian reprezentowała Armenię na Letnich Igrzyskach Olimpijskich 1996 odbywających się w Atlancie. Brała udział w skokach do wody z trampoliny z 3 m, w których z dorobkiem 228,72 punktów zajęła 20. miejsce na 30 zawodniczek biorących udział w konkurencji.